# センチネル (ミサイル)
LGM-35 センチネル (Sentinel)、計画名地上配備戦略抑止力（ちじょうはいびせんりゃくよくしりょく　Ground Based Strategic Deterrent, GBSD）、はアメリカ合衆国における次期大陸間弾道ミサイル(ICBM)。既存のミニットマンIIIを更新するものとして、2020年代末の初期作戦能力獲得を目指し、ノースロップ・グラマンにより開発が進められている。

## 概要
アメリカ軍は、核抑止力としてICBMを配備し続けており、現用のミニットマンIIIは改善を続けながらも、1970年から配備を続けていた。GBSDは、このミニットマンIIIを更新する計画であり、2020年にノースロップ・グラマンとの開発契約が結ばれた。2029年頃に初期作戦能力獲得を目指すとし、2075年頃までの運用期間を見込んでいる。
2022年4月5日、アメリカ軍は新型ミサイルの名称をセンチネル（番兵の意味）とすることを発表した。